# Sobór św. Aleksandra Newskiego w Dyneburgu
Sobór św. Aleksandra Newskiego (Даугавпилсский Александро-Невский собор) – niezachowany do dziś sobór prawosławny w Dyneburgu wznoszony w latach 1856–1864 i rozebrany w 1969. Obecnie na jego miejscu znajduje się współczesna cerkiew. 

## Historia

### Powstanie
W okresie szybkiego rozwoju Dyneburga w połowie XIX wieku konieczna była budowa nowej cerkwi dla powiększającej się społeczności prawosławnej. Obiekt powstawał przy głównym placu miejskim w latach 1856–1864, a łączny koszt jego budowy wyniósł ponad 37 tys. rubli. Autorem projektu był Konstantin Thon.

### Rozbiórka
W 1961 na polecenie władz partyjnych sobór został zamknięty, a z jego dzwonnicy zdjęto wszystkie dzwony. We wnętrzu cerkwi urządzono salę wystawową, istniał projekt zaadaptowania budynku na planetarium. W 1969 władze podjęły jednak decyzję o rozbiórce obiektu. Mimo protestów wiernych, którzy wysłali nawet telegram do Leonida Breżniewa i mieli za sobą poparcie wiceministra kultury, broniącego soboru jako cennego zabytku, 18 listopada 1969 sobór został wysadzony w powietrze. 

### Budowa nowej cerkwi
W 1991 z inicjatywy mieszkańców Dyneburga na miejscu dawnego soboru został ustawiony krzyż pamiątkowy. Krzyż ten został w 1996 zastąpiony nowym, następnie, w 1999 rozpoczęły się prace nad nową cerkwią św. Aleksandra Newskiego, zaprojektowanej przez Ludmiłę Kleszninę. Cerkiew została ukończona w 2003, w Wielkanoc tego samego roku miało w niej miejsce pierwsze nabożeństwo.

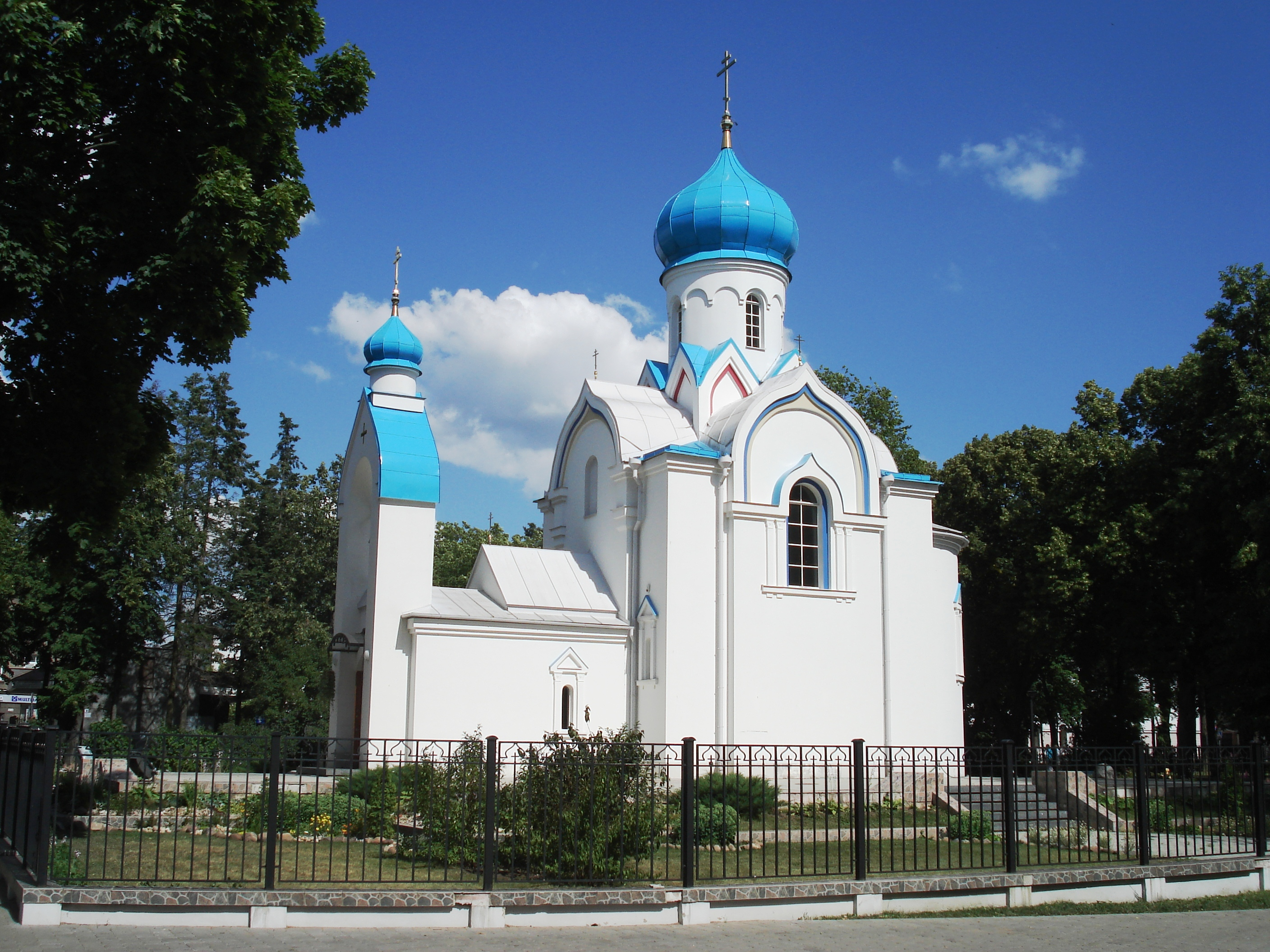
Cerkiew wzniesiona w XXI w. na miejscu dawnego soboru

## Architektura
Trójdzielny gmach dawnego soboru liczył 25 metrów długości, 17 szerokości i 16 wysokości. Cerkiew utrzymana była w stylu staroruskim, zwieńczona pięcioma kopułami – największą centralną i czterema nad narożnikami nawy. Nad półkolistymi oknami umieszczone zostały klasycyzujące obramowania. Nad przedsionkiem znajdowała się dzwonnica z szerokimi oknami w podobnym kształcie na najwyższej kondygnacji. We wnętrzu cerkwi znajdował się barokowy ikonostas, którego wygląd był opracowywany przez specjalną grupę powołaną przez petersburską Akademię Sztuk Pięknych. 
W skład kompleksu budynków pomocniczych cerkwi wchodził dwupiętrowy dom przeznaczony dla duchownego, powstały w latach 1908–1910 oraz budynek przycerkiewnego bractwa zajmującego się edukacją młodzieży oraz śpiewem w czasie nabożeństw.